# Suger
Suger (prononciation en français : [syʒɛʁ]), peut-être né à Chennevières-lès-Louvres, en 1080 ou 1081 et mort à Saint-Denis le 13 janvier 1151, est un abbé et homme d'État français. Principal conseiller des rois Louis VI le Gros et Louis VII le Jeune, il est connu surtout par ses ambitions théologiques et artistiques qui le conduisirent à reconstruire la basilique de Saint-Denis, première construction d'architecture ogivale, et à donner naissance à l'art gothique,.

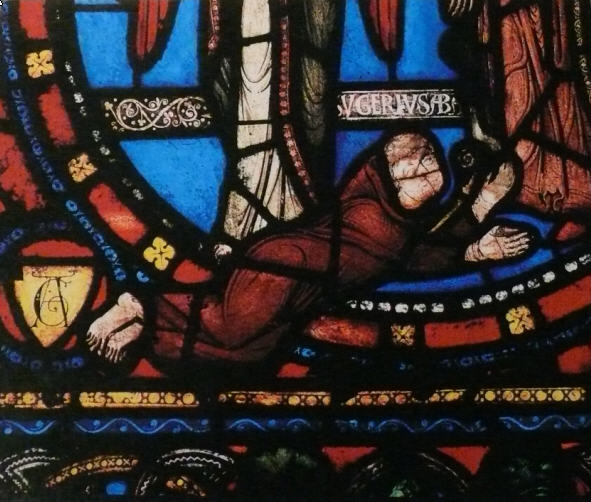
Suger aux pieds de la Vierge ; partie basse de l'Annonciation du vitrail de l'Enfance du Christ après restauration par Alfred Gérente.

## Biographie

### Années d'apprentissage
L'origine de Suger est disputée parmi les historiens : selon les médiévistes Régine Pernoud et Jacques Heers, c'était un fils de serf, famille de paysans attachés à une terre.

Selon l'hypothèse d'un autre historien médiéviste qui s'est penché sur cette question, Jean Dufour (historien), Suger serait au contraire issu d'une famille assez aisée, probablement des minores milites possédant des terres à Chennevières-lès-Louvres situé à 18 km de Saint-Denis, sans en dépendre (peut-être y est-il né). Selon un autre historien, Rolf Grosse, la famille de Suger était probablement liée à la famille chevaleresque des « Orphelin » d'Annet-sur-Marne. L'obituaire de l'abbaye de Saint-Denis donne le nom de son père, Hélinand (Helinandus), un frère, Raoul (Radulphus), et une belle-sœur, Émeline (Emmelina). Ses recherches montrent que l'oncle de Suger, dont il porte probablement le nom, faisait partie des ministériaux de l'entourage de l'abbé de Saint-Denis Yves Ier (1072-1093/1094). La femme de cet oncle aurait été la maîtresse de l'abbé Yves Ier et la marraine de Suger. Cet abbé aurait été le parrain de Suger. Cela expliquerait le choix qu'aurait fait le père de Suger, après la mort de sa femme, vers 1091, de placer son fils, vers neuf ans, comme oblat voué à saint Denis, plutôt que comme novice d'après l'historien Erwin Panofsky. C'est pendant cette première période qu'il rencontre le prince Louis, le futur roi Louis VI, à l'abbaye de Saint-Denis pendant quelques mois vers 1091/1092 avant que ce dernier soit confié au pedagogus Hellouin de Paris.
Il étudie pendant dix ans au prieuré d'Estrées en tant qu'oblat pour devenir moine et rejoint le chapitre de Saint-Denis à l'âge de 20 ans, vers 1101. Il commence peu après à s’intéresser aux archives de l'ensemble monastique avant d'être envoyé dans un monastère inconnu par l'abbé Adam vers 1104, et ce, pour une durée de deux ans. Michel Bur suppose qu'il devait s'agir de l'abbaye de Saint-Benoît-sur-Loire, bien qu'aucun document concernant ces deux années n'ait été conservé.
En 1106, il assiste au concile de Poitiers, puis l'année suivante, il se trouve à l'abbaye de La Charité-sur-Loire, où il défend devant le pape Pascal II l'abbaye de Saint-Denis contre les prétentions de l'évêque de Paris. En 1107, il assiste à la conférence de Châlons. Il administre à cette date la prévôté de Berneval, en Normandie.
En 1109, Suger, alors âgé de 28 ans, est nommé par l'abbé Adam prévôt de Toury. Cette prévôté de l'abbaye de Saint-Denis gouvernait ses possessions dans la Beauce. Face aux agressions de Hugues III du Puiset dont le château se trouve à proximité de Toury, Suger demande l'intervention du roi Louis VI lors de l'assemblée tenue à Melun à partir du 12 mars 1111. À cette réunion sont présents l'archevêque de Sens Daimbert, l'évêque Yves et le chapitre de la cathédrale Notre-Dame de Chartres, les abbés de Saint-Père et de Saint-Jean-en-Vallée, l'évêque d'Orléans Jean II (1096-1135), Étienne de Garlande en tant que prieur de l'église Saint-Aignan d'Orléans, l'abbé de Saint-Denis, Adam, et Suger. Hugues du Puiset ne s'est pas rendu à l'assemblée pour répondre, aussi aucune décision n'est prise. Louis VI demande à Suger d'assurer la mise en défense de Toury. C'est à Compiègne, en juin 1111, qu'une assemblée formée en cour judiciaire — curia regis — prononce la confiscation des fiefs d'Hugues du Puiset. L'ost du roi prend le château de Toury. Par un acte fait en 1118, le roi demande à l'abbé de Saint-Denis d'organiser la défense de la place[réf. incomplète]. Cet acte permet de montrer que le roi s'appuie sur l'abbaye pour assurer la défense de son domaine en garantissant les droits de l'abbaye de Saint-Denis. En 1112, il est le témoin de la convention passée à Moissy-Cramayel entre le roi et Hugues du Puiset. Ce dernier se révolte de nouveau contre le roi et Suger réussit à résister à ses attaques contre Toury. Le roi réussit à reprendre le château avec l'aide des troupes réunies par Suger dans l'été 1112. Il fait alors détruire le château et remet Hugues du Puiset en prison. Il est présent au concile du Latran de 1112 convoqué par le pape Pascal II qui annule les droits d'investiture de l'empereur.
On retrouve Suger, signataire d'un acte de l'abbé Adam en 1114 comme sous-diacre et religieux à Saint-Denis. C'est à partir de 1118 que Suger devient un familier de l'entourage royal. Il semble que cette présence soit probablement due aux liens que sa famille devait avoir avec les Orphelins liés aux Garlande qui sont des proches du souverain.
Il rejoint, à la demande du roi Louis VI, l'ambassade conduite par l'abbé de Saint-Germain-des-Prés Hugues IV de Saint-Denis (1116-1146) auprès du pape Calixte II à l'hiver 1121. Ils retrouvent le pape à Bitonto le 27 janvier 1122,.

### Élection de Suger comme abbé de Saint-Denis

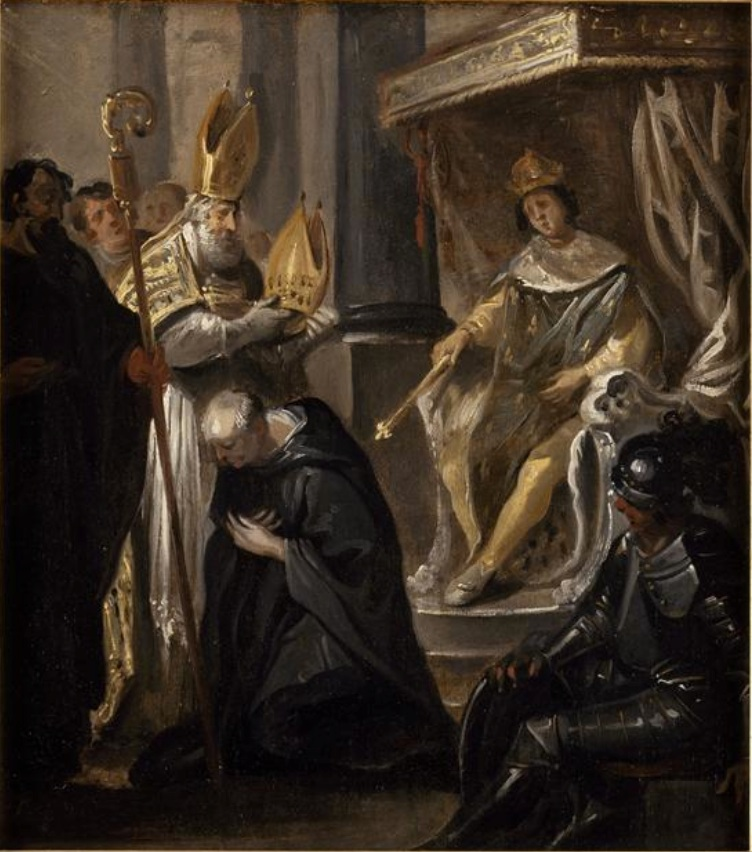
Suger est fait abbé de Saint-Denis, tableau de Juste d'Egmont, musée d'Arts de Nantes, XVIIe siècle.

C'est sur le chemin du retour qu'un moine de Saint-Denis retrouve Suger et lui annonce la mort de l'abbé Adam, le 19 février 1122 et sa propre élection comme abbé de Saint-Denis. Cette élection avait été faite sans demander l'avis du roi. Louis VI aurait d'abord mal pris cette élection quand les principaux dignitaires et les « plus nobles vassaux » ont soumis ce choix à son assentiment, mais il le choisit peu après comme principal conseiller et ministre, le chargeant de conduire le , futur Louis VII pour épouser Éléonore d'Aquitaine.
Cette élection sans l'accord préalable du roi ne faisait que reprendre les obligations de la réforme grégorienne d'où a résulté la querelle des Investitures entre la papauté et l'empereur, mais aussi avec les autres puissants.
Pour le roi, dont les évêchés et les abbayes sont des éléments importants de la stabilité de son pouvoir, il ne peut être question de laisser à des clercs la liberté de choix sans prendre un risque politique dans une période d'affrontements féodaux.
En France, Yves de Chartres avait proposé une solution pour essayer de régler les conflits que cette réforme avait entraînés entre les rois de France et l'Église catholique en séparant la part spirituelle des fonctions religieuses réservée aux hommes d'Église et la part matérielle concernant les biens et droits seigneuriaux pouvant être laissée à l'investiture laïque.
Suger cherche alors à concilier cette opposition entre le respect du droit canonique de l'Église en envoyant un clerc romain auprès du pape, et l'accord nécessaire avec le roi en dépêchant deux émissaires vers lui. Ceux qui l'ont élu connaissaient ses relations avec le roi et son entourage. À son arrivée, ses émissaires lui apprennent que le roi lui a accordé sa paix, que les prisonniers sont libres et que son élection a été acceptée. Le roi l'accueille avec d'autres dignitaires ecclésiastiques. Le lendemain de son arrivée, le 11 mars 1122, Suger est ordonné prêtre et le dimanche suivant consacré abbé de Saint-Denis dans l'abbatiale. À la mi-mars, le roi accorda la confirmation des biens et privilèges de l'abbaye octroyée pendant l'abbatiat d'Adam.

### Réformateur de l'abbaye de Saint-Denis
Il en devient l'abbé de 1122 à 1151. Esprit pondéré, répugnant aux excès d'ascétisme, il s'oppose à Bernard de Clairvaux. On sait par une lettre LXXVIII de Bernard de Clairvaux (1090-1153) à Suger (1081-1151) qu'une réforme de l'abbaye a eu lieu en 1127. Le goût des ornements dont Suger veut doter son église s'oppose à l'exigence de dépouillement, le refus de tout ornement et de tout luxe ou de sujets figuratifs détournant les moines de la prière que prône saint Bernard dans ses écrits et dans l’Exordium Magnum Ordinis Cisterciensis. Bernard de Clairvaux écrit dans l'Apologie à Guillaume de Saint-Thierry :

« L'Église resplendit dans ses murs et elle n'a rien pour ses pauvres. Elle revêt d'or ses pierres et abandonne ses fils tout nus. Aux dépens des miséreux, on régale les yeux des riches. Les curieux trouvent de quoi s'amuser, mais pas les malheureux pour se sustenter. »

« Mais que font dans les cloîtres, devant les frères en train de lire, ces grotesques qui prêtent à rire, ces beautés d'une étonnante monstruosité ou ces monstres d'une étonnante beauté ? »

et dans sa critique de l'ordre de Cluny :

« Il m'est arrivé de voir, c'est la pure vérité, un abbé se faisant accompagner de soixante chevaux et plus. Lorsqu'on voit passer cette sorte d'abbé, on dirait non pas des gardiens paternels de monastère, mais des seigneurs châtelains, non des hommes ayant charge d'âme, mais des princes gouvernant des provinces. »

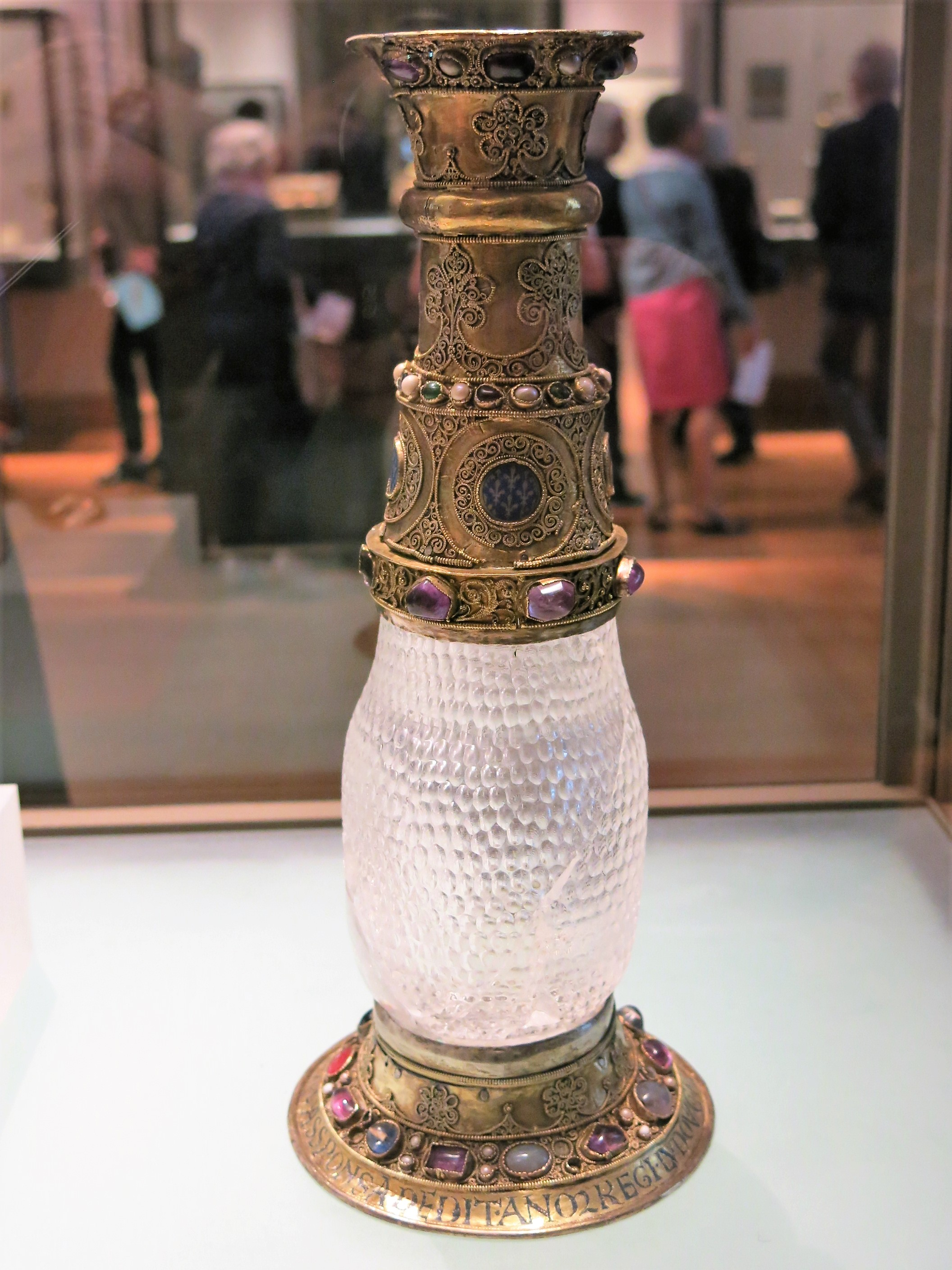
Vase de cristal d'Aliénor offert par le roi comme un simple vase de cristal de roche et enrichi par l'abbé Suger par une monture d'orfèvrerie avant d'être déposé au Trésor de Saint-Denis.

Suger répond à cet appel à la simplicité dans le livre De la consécration :

« Que chacun suive sa propre opinion. Pour moi, je le déclare, ce qui m'a paru juste avant tout, c'est que tout ce qu'il y a de plus précieux doit servir d'abord à la célébration de la sainte eucharistie. Si, selon la parole de Dieu, selon l'ordonnance des prophètes, les coupes d'or, les fioles d'or, les petits mortiers d'or devaient servir à recueillir le sang des boucs, des veaux et d'une génisse rouge, combien davantage, pour recevoir le sang de Jésus-Christ, convient-il de disposer les vases d'or, les pierres précieuses, et tout ce que l'on tient pour précieux dans la création. Ceux qui nous critiquent objectent qu'il suffit, pour cette célébration, d'une âme sainte, d'un esprit pur, d'une intention de foi. Je l'admets : c'est bien cela qui importe avant tout. Mais j'affirme aussi que l'on doit servir par les ornements extérieurs des vases sacrés, et plus qu'en toute autre chose dans le saint sacrifice, en toute pureté intérieure, en toute noblesse extérieure. »

Dès sa nomination comme abbé, Suger va entreprendre de faire respecter les droits de l'abbaye, puis commencer à rassembler les fonds nécessaires pour la reconstruction de l'abbatiale. On ne sait pas en quoi a consisté cette réforme. On peut citer le jugement d'Abélard, sur l'abbé Adam, prédécesseur de Suger :

« Un homme dont les habitudes étaient d'autant plus corrompues et l'infamie d'autant plus notoire que sa dignité de prélat en faisait le supérieur de tous les autres. »

Suger parle de fissures qui s'ouvrent dans les murs, de tours qui menacent de s'effondrer, de vases d'autel perdus, de possessions de l'abbaye laissées en friche…
Dans sa lettre, saint Bernard félicite Suger pour sa réforme après avoir critiqué les relations particulières entre l'abbaye et la monarchie en se faisant l'écho d'Abélard :

« Ce lieu avait été ennobli et porté à la dignité royale dès les temps très anciens. Il abritait d'ordinaire les jugements de la cour et les armées du roi ; on y rendait à César ce qui lui appartenait, mais on n'y mettait pas la même loyauté à rendre à Dieu ce qui est à Dieu … Le cloître même du monastère était souvent rempli de soldats, bruissant de mille affaires, retentissant de querelles, et s'ouvrait parfois aux femmes,
C'est à vos erreurs, non à celles de vos moines que le zèle des saintes personnes adressait ses critiques. Ce sont vos erreurs et non les leurs qui les ont suscitées. C'est contre vous seul et non contre l'abbaye que se sont élevés les murmures de vos frères : vous seul enfin étiez l'objet de leurs accusations. Que vous amendiez vos mœurs et il ne resterait rien qui donnât prise à la calomnie. Que vous changiez enfin, et tout le tumulte cesserait bientôt, toutes les clameurs se tairaient. La seule et unique raison qui nous inspirait, c'est que, si vous aviez continué, votre pompe et votre faste auraient paru un peu trop insolents… Finalement vous avez donné satisfaction à vos critiques, et vous avez même ajouté ce qui vous vaut notre juste éloge. Car n’y a-t-il rien qui, dans les affaires humaines, paraîtra mériter l'éloge si l'on ne juge pas cela digne de la louange et de l'admiration les plus hautes — encore qu'il s'agisse en vérité d'une œuvre divine et non humaine —, à savoir un changement simultané et si soudain de tant de personnes ? Grande est au ciel la joie que suscite la conversion d'un seul pécheur : que sera-t-elle devant la conversion de toute une congrégation ? »

mais il continue en critiquant l'entourage du roi Louis VI, et en particulier du rôle particulier d'Étienne de Garlande qui était un ami — et peut-être un parent — de Suger et qui avait le tort à ses yeux d'être sénéchal du roi et clerc. La conjonction de la volonté du roi d'avoir le contrôle de ses affaires et la condamnation de saint Bernard va amener en 1128 la disgrâce d'Étienne de Garlande. Cette disgrâce va permettre à saint Bernard d'entrer en relation directe avec le roi le 10 mai 1128. Cet accord entre Suger et saint Bernard, le conseiller du roi de France et celui du pape, le riche abbé et le pauvre abbé, va durer jusqu'à la mort de Suger.

### Conseiller du roi

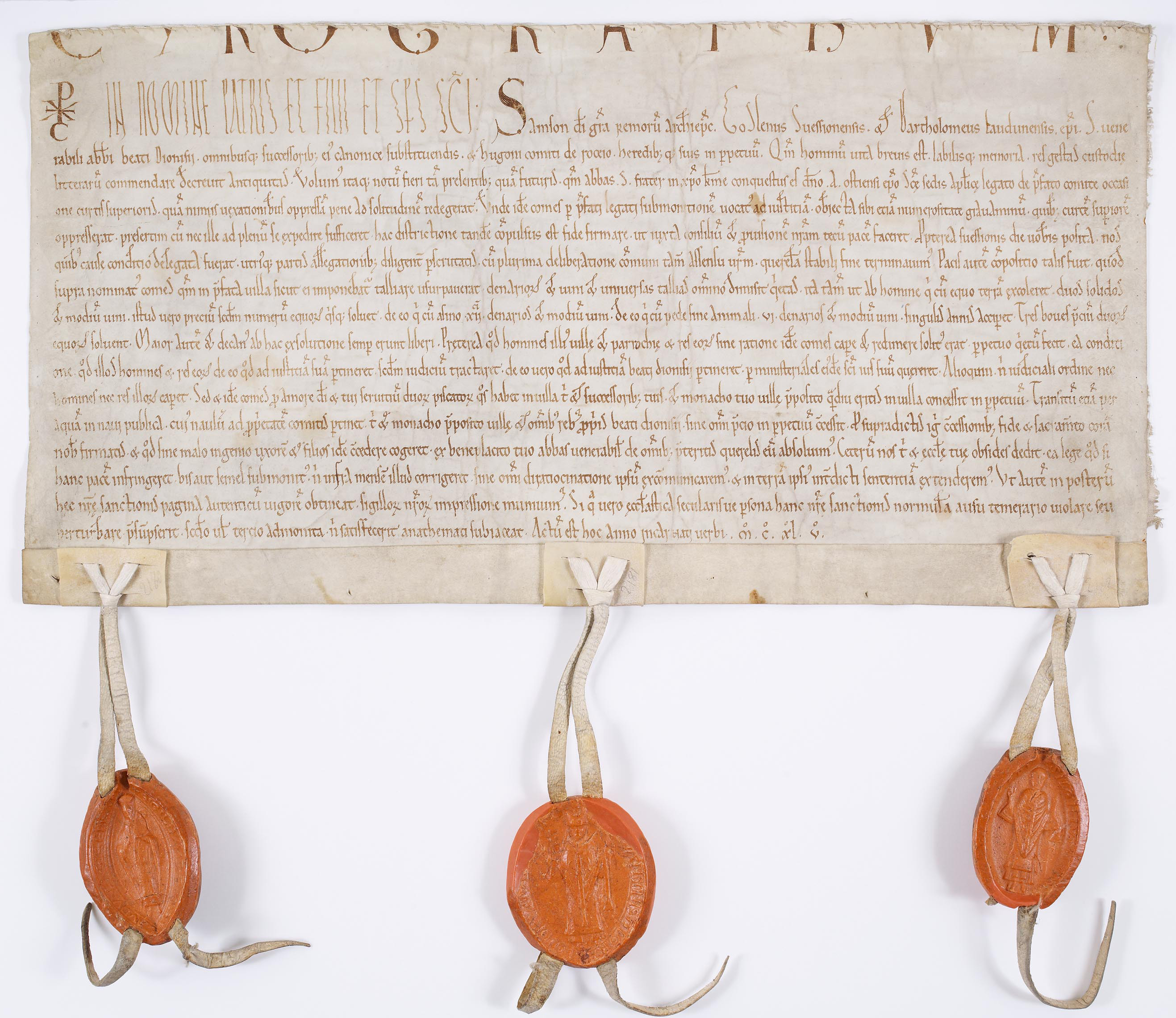
Accord passé entre Suger, abbé de Saint-Denis, et le comte de Roucy en présence des évêques délégués du Saint-Siège au sujet des exactions exercées par les gens du comte sur les terres de Saint-Denis à Concevreux. Soissons, 1145. Archives nationales.

Ayant toute la confiance de Louis VI, il joue un rôle proche de celui, aujourd'hui, d'un Premier ministre. Chargé de missions diplomatiques à l'étranger, conseiller, notamment pour les opérations militaires, c’est lui qui conduit Louis, fils du roi et futur roi lui-même, à sa future épouse, Aliénor d'Aquitaine, en 1137.
Il devient régent de la France de 1147 à 1149 lors du départ de Louis VII pour la deuxième croisade. À son retour, le roi le proclame « Père de la Patrie ». Lorsque Louis VII évoque l'idée de faire annuler son mariage avec Aliénor, Suger comprend le danger et la portée d'un tel acte. Il tente d'en dissuader le roi. Ce n'est qu'après la mort de Suger que Louis VII met son idée à exécution.

## Pensée politique
Suger œuvre pour renforcer l'autorité du roi de France et aide le roi à donner des droits aux bourgeois. Le Capétien doit en effet toujours combattre des sires rebelles à l'intérieur de son domaine et a encore du mal à faire reconnaître son pouvoir direct en dehors de ses fiefs. Suger formule la théorie de la pyramide vassalique au début du XIIe siècle, le roi est au sommet de celle-ci et est qualifié de « primus inter pares », le « premier entre ses pairs ». Suger a déjà une « certaine idée de l'État » puisqu’il écrit : « Il n’est ni juste ni naturel que l’Angleterre soit soumise aux Français ou la France aux Anglais. » Il est également à l'origine des Grandes chroniques de France qui constitue l'histoire officielle de la monarchie et dont il rédige le premier volume consacré à Louis VI.

## Le constructeur de la basilique gothique

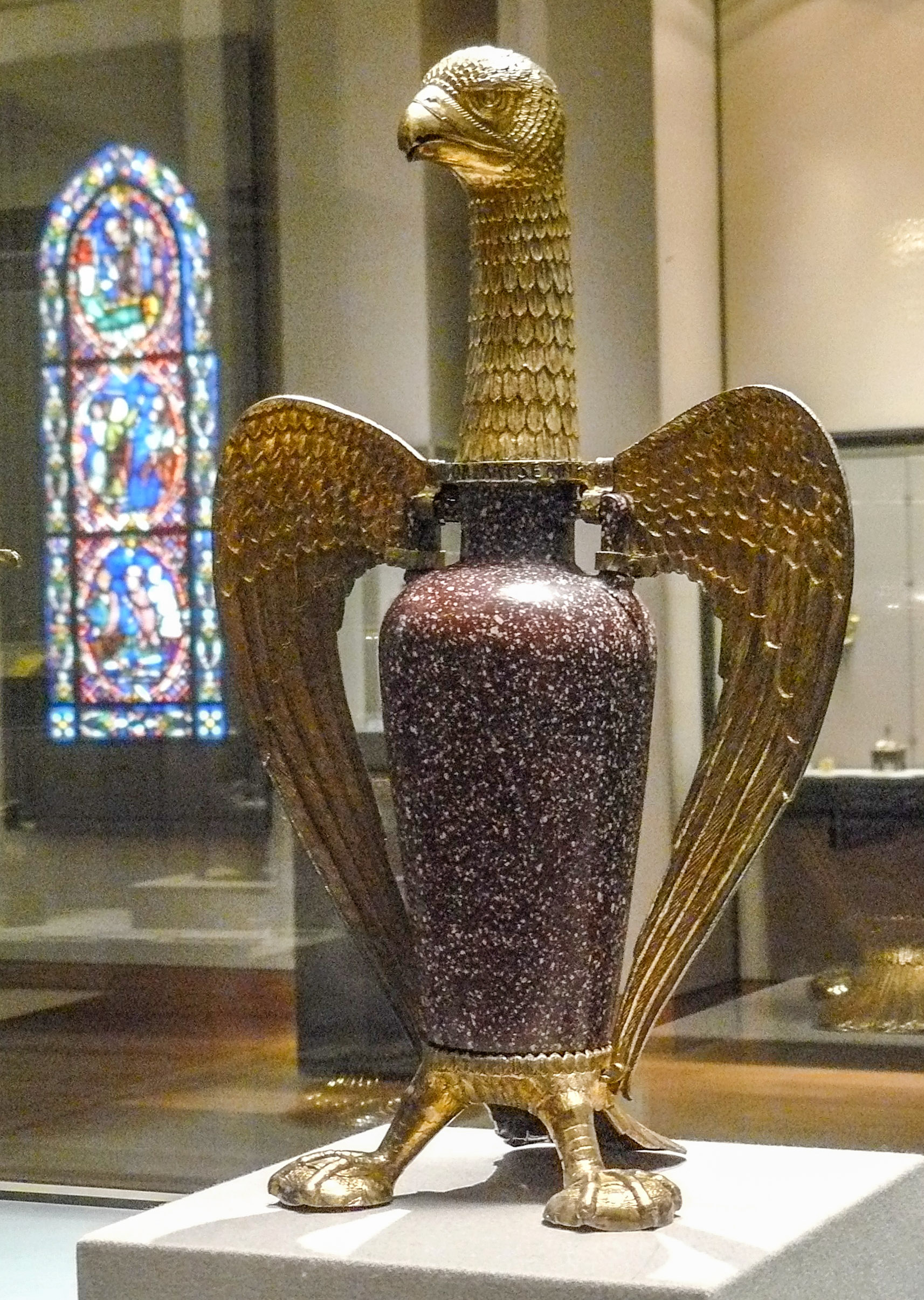
L'aigle de Suger venu enrichir le Trésor de Saint-Denis.

Abbé de Saint-Denis, Suger décida de remplacer l'ancienne abbatiale carolingienne construite par l'abbé Fulrad entre 768 et 775. Elle avait été agrandie aux IXe et Xe siècles. Elle avait été édifiée autour de celle de Dagobert Ier. Suger se plaint dans ses écrits de la petitesse de l'église carolingienne ne permettant pas à tous les fidèles d'y entrer pendant les grandes fêtes.
Il va choisir de commencer par la reconstruction de la façade occidentale vers 1135 en reprenant le dessin des façades harmoniques qui avait été adopté pour les abbatiales normandes de Caen — abbaye aux Hommes et abbaye aux Dames, de Jumièges… — mais en ajoutant la première rose pour éclairer la nef. La façade est consacrée le 9 juin 1140.
Suger a donné une description de son œuvre dans De Administratione. Il y a rappelé le texte qu'il a fait placer sur la façade :

« Pour la gloire de l'église qui l'a nourri et élevé

Suger s'est employé à la gloire de l'église.

Et participant avec toi de ce qui est à toi,

martyr Denis,

Il supplie que par tes prières il ait une part au Paradis.

C'était l'année mil cent quarante,

L'année du Verbe quand elle fut consacrée. »

Les sculptures du portail royal ont été réalisées autour de 1160 suivant les choix de Suger. Le thème principal du portail central est le Jugement dernier qui est sculpté sur le tympan. La Trinité est représentée sur les voussures extérieures. La sculpture du portail s'inspire de la vie de saint Denis. Le portail sud reprend la vie de saint Denis racontée dans la Passion de Hiduin. Le portail nord est d'une interprétation plus complexe parce qu'il ne reste du portail d'origine que les signes du zodiaque des piédroits. Les portes de bronze racontent la Passion du Christ. Suger y a fait graver, reprenant les thèmes exposés par Hilduin sur les écrits de Denys l'Aréopagite :

« Qui que tu sois, si tu veux exalter l'honneur des portes,

N'admire ni l'or ni la dépense, mais le travail de l'œuvre.

L'œuvre noble brille, mais l'œuvre qui brille dans sa noblesse

Devrait illuminer les esprits, afin qu'ils aillent, à travers les vraies lumières,

Vers la vraie lumière, où le Christ est la vraie porte.

Ce que la vraie lumière est à l'intérieur, la porte dorée le détermine ainsi,

L'esprit engourdi s'élève vers le vrai à travers les choses matérielles,

Et plongé d'abord dans l'abîme, à la vue de la lumière, il ressurgit. »

Peut-être par respect pour ses bâtisseurs, Carloman et Charlemagne, Suger ne va pas toucher à la nef carolingienne. Il va conserver l'agrandissement de la crypte exécuté par Hilduin.
Il réunit, peu après la consécration de la façade occidentale, le chapitre en présence du roi Louis VII et leur a exposé son programme pour reconstruire le chevet de l'abbatiale. Il décrit brièvement son projet présenté au chapitre dans le De consecratione:
- il s'engage à traiter les pierres de l'ancienne église comme des reliques de pierre puisqu'elles ont reçu la consécration divine,
- l'ancienne abside sera remplacée par une construction nouvelle, plus haute, pour que les châsses des martyrs soient mieux visibles,
- de solides fondations seront faites dans la crypte pour les colonnes et les arcs du chevet,
- à l'aide de calculs arithmétiques et géométriques, le milieu de l'ancienne nef devra être aligné avec le milieu du nouveau chevet,
- l'extrémité de l'église sera ornée de chapelles avec des vitraux magnifiques et resplendissants, dont la « lumière merveilleuse et continuelle » viendra « traverser et purifier la beauté intérieure de l'église tout entière ».

Il a donc commencé par le chevet de l'abbatiale. Il posa la première pierre le 14 juillet 1140. Il a une idée précise de ce qu'il veut obtenir et la volonté de le réaliser : faire entrer la lumière dans l'église. Mettre dans l'architecture la déclaration du Pseudo-Denys l'Aréopagite : Dieu est lumière.
Au sein de l'abbaye de Saint-Denis s'était développée l'étude d'un manuscrit grec des œuvres de Denys l'Aréopagite, appelé le pseudo-Denys. Ce manuscrit a été donné à l'abbaye vers 827 par l'empereur Louis le Pieux qui l'a reçu de l'empereur d'Orient Michel II le Bègue. C'est ce texte et son interprétation par Jean Scot Érigène qui est à l'origine de tout un courant mystique de la théologie médiévale. Cette interprétation a influencé fortement Suger d'autant qu'exact contemporain du maître le plus écouté de Paris, Hugues de Saint-Victor, il fut vraisemblablement conforté par sa vision du monde, écrite en 1125 dans ses commentaires de la Hiérarchie Céleste du Pseudo-Denys.
Le 11 juin 1144, consécration du chevet. Il peut alors écrire fièrement (La geste de Louis VI par Suger. Traduction Michel Bur ; Imprimerie nationale 1994) :

« Le nouveau chevet étant réuni au narthex,

L'église étincelle, éclairée en son vaisseau médian,

Car lumineux est ce qui joint en clarté deux sources de lumière.

L'œuvre fameux resplendit de cette clarté nouvelle.

L'agrandissement fut réalisé de nos jours.

C'est moi Suger qui ait dirigé les travaux. »

Entre 1140 et 1151, le chevet s'est élevé avec sa parure des vitraux du déambulatoire (il ne subsiste que des fragments dans six fenêtres). Le prix de ces vitraux prévu par Suger était de 700 livres.
Suger peut écrire dans le Liber de rebus in administratione sua gestis : « Nous avons fait peindre, par des mains délicates de nombreux maîtres de divers pays, une splendide variété de nouveaux vitraux, à la fois en bas et en haut, du premier qui commence la série, l'Arbre de Jessé, au chevet de l'église jusqu'à la fenêtre qui surmonte la porte d'entrée principale. L'une de ces baies, qui nous pousse à nous élever du matériel à l'immatériel, représente l'apôtre Paul tournant la meule. »
Suger ne donne pas dans ses écrits les noms du maître d'œuvre, des maîtres maçons et des ouvriers qui ont participé à la reconstruction de l'abbatiale.
La basilique actuelle est le résultat de plusieurs siècles de travaux.
La mort de Suger va arrêter les travaux qui ne seront repris qu'en 1231 par un architecte nommé par les historiens de l'art, le Maître de 1231, peut-être Jean de Chelles. On sait que Pierre de Montreuil a travaillé sur l'abbatiale car on le trouve cité comme cementarius (maçon) de Saint-Denis en 1247 dans un acte de vente d'une carrière à Conflans.
L'église a bénéficié des techniques de construction les plus modernes du XIIe et XIIIe siècles.
La publicité que Suger a donné à la reconstruction de l'abbatiale par ses actes et ses écrits la concernant a fait que les historiens de l'art l'ont considéré comme le point de départ de ce que les contemporains appelèrent l'art de France, francigenum opus jusqu'à ce que ce style soit dédaigné à partir de la Renaissance et qu'il soit appelé style gothique. On doit cependant remarquer qu'à partir de 1135 est entreprise la reconstruction de la cathédrale Saint-Étienne de Sens par l'archevêque Henri Sanglier, mais dont le prévôt du chapitre était Étienne de Garlande. De même à Paris, une première tentative de reconstruction de la cathédrale était entreprise, avant celle de l'évêque Maurice de Sully, dont il subsiste le portail Sainte-Anne intégré dans la cathédrale actuelle.

## Suger, l'abbaye de Saint-Denis et la monarchie française
Cette basilique qui est le premier édifice de style gothique, longtemps appelé le style français, reste un des symboles de la royauté française et la nécropole des rois de France. Le plus ancien tombeau royal est celui de Dagobert Ier. Le plus ancien tombeau de reine est celui d'Arégonde, morte vers 573/579, épouse de Clotaire Ier.
En 1120, le prédécesseur de Suger, l'abbé Adam (1094-1122), avait obtenu du roi Louis VI une charte rappelant que, pour se faire pardonner la faute de ne pas avoir donné les regalia du roi défunt, il donne à l'abbaye la couronne de son père Philippe Ier, l'église et les dîmes de Cergy et d'autres droits. Suger donne dans ses écrits le texte de cette charte rappelant la relation particulière qui existe entre le roi de la Francie occidentale (qui devient roi de France avec Philippe II Auguste) et l'abbaye.

## Tombeau de Suger

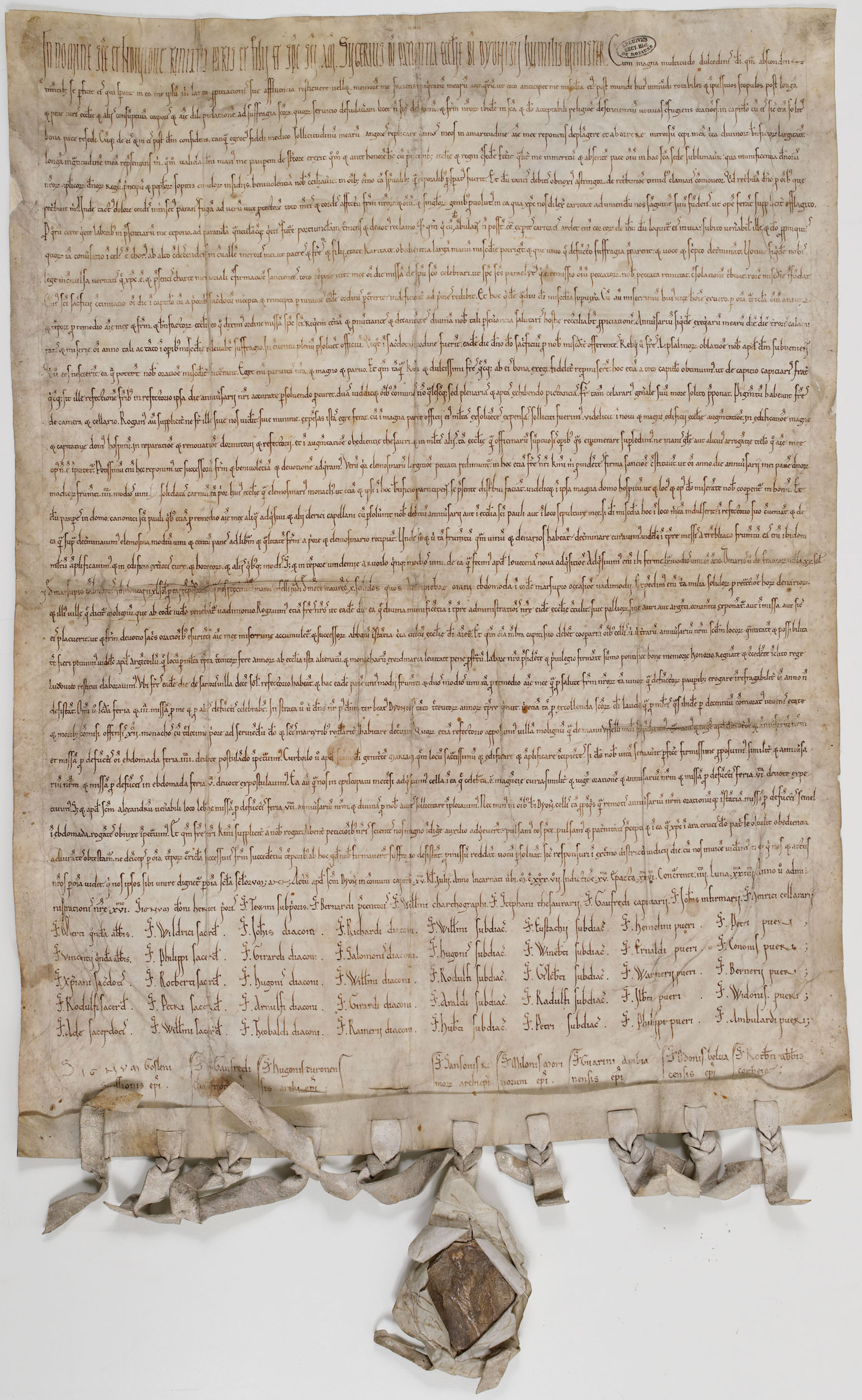
Testament de Suger, abbé de Saint-Denis. Acte en latin daté du 17 juin 1137. Archives nationales AE/II/145.

Mort le 13 janvier 1151 pendant l'office de Prime, Suger fut inhumé selon son désir, en signe d'humilité, à l'entrée du cloître pour que les moines se rendant à l'office ou regagnant leurs cellules passent sur son corps. En 1259, sa tombe fut déplacée de quelques mètres dans le bras sud du transept, à droite, en entrant par le portail du cloître. On y créa un petit tombeau dans un enfeu.

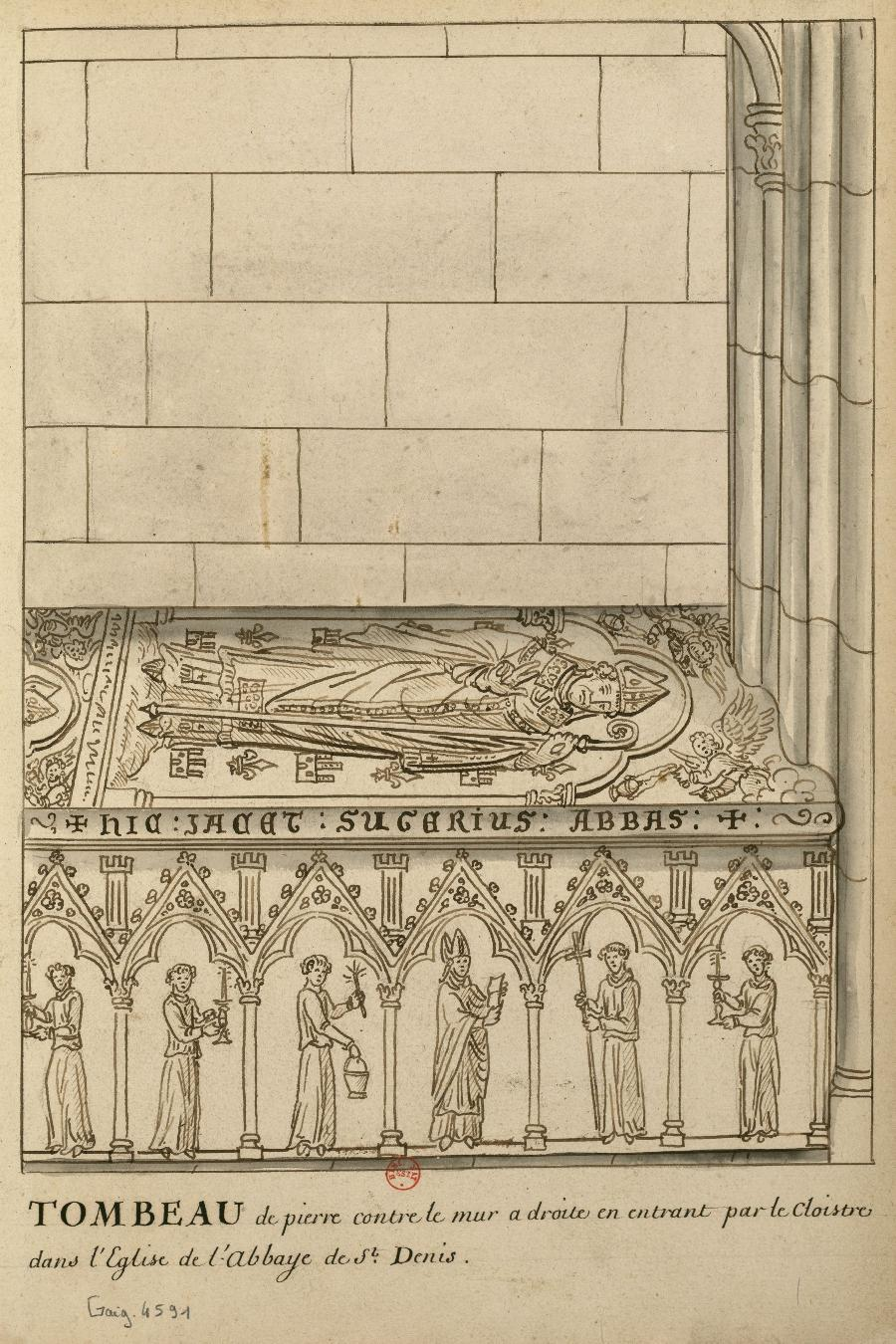
Tombeau de Suger dans l'église de l'abbaye de Saint-Denis. Gravure de Louis Boudan, Bibliothèque nationale de France, Département des Estampes et de la Photographie.

Il était composé de deux dalles, l'une perpendiculaire représentant des moines et un abbé, l'autre horizontale étant la plaque funéraire représentant Suger avec mitre et crosse d'abbé.
On peut aujourd'hui se faire une idée de ce à quoi ressemblait cette tombe grâce à la restitution de celle de l'abbé Adam qui a été réalisée en 959 de l'autre côté du portail sud, à gauche en entrant — près du tombeau monumental de François Ier.
Le lundi 22 octobre 1793 au matin, les ouvriers exhumant les corps reposant dans l'abbaye arrachèrent la plaque perpendiculaire. Ils ne trouvèrent que des ossements dont certains tombaient en poussières. Après avoir fait subir le même sort à la tombe voisine de l'abbé Troon, ils jetèrent les restes humains dans la fosse commune dite « des Valois » qu'ils avaient creusée dans le cimetière au nord de l'église. La dalle funéraire de Suger n'a pas été retrouvée.

## La famille de Suger
Des recherches récentes ont montré que Suger faisait partie d'une famille de minores milites possédant des terres à Chennevières-lès-Louvres. Ils ont des liens avec la famille Orphelin d'Annet-sur-Marne, et par eux probablement avec les Garlande.
On connaît le nom de son père, Hélinand, de deux frères, Raoul, marié à Émeline, et Pierre.
Il a un oncle qui devait se prénommer Suger, faisant partie des ministériaux de l'abbaye de Saint-Denis, marié à Frédesinde qu'on suppose être la maîtresse de l'abbé de Saint-Denis, Yves Ier. Frédesinde et Yves Ier auraient été les marraine et parrain de Suger.
On connaît le nom de certains neveux. Jean a été envoyé à Rome pour s'occuper des intérêts de l'abbaye et est mort en 1140 au cours d'un de ses voyages. Un deuxième, Simon, a été chancelier de Louis VII entre 1150 et 1152. Un troisième a été chanoine de Notre-Dame de Paris.

## Œuvres
- (la) Vita Ludovici Grossi Regis [« Vie de Louis le Gros »], 11 juin 1144-1145[32].
- (la) De rebus in administratione sua gestis : Sugerii abbatis Sancti Dionysii Liber [« Mémoire de Suger sur son administration abbatiale »], 1147[33].
- (la) De consecratione ecclesiæ Sancti Dionysii : Libellus alter [« De la consécration de l'église de Saint-Denis »], 1143[34].
- (la) Lettres, 1145-1151[35].
- (la) Chartes, 1125-1150[36].

## Hommages
- Lycée Suger (Saint-Denis)
- Rue Suger (Paris)

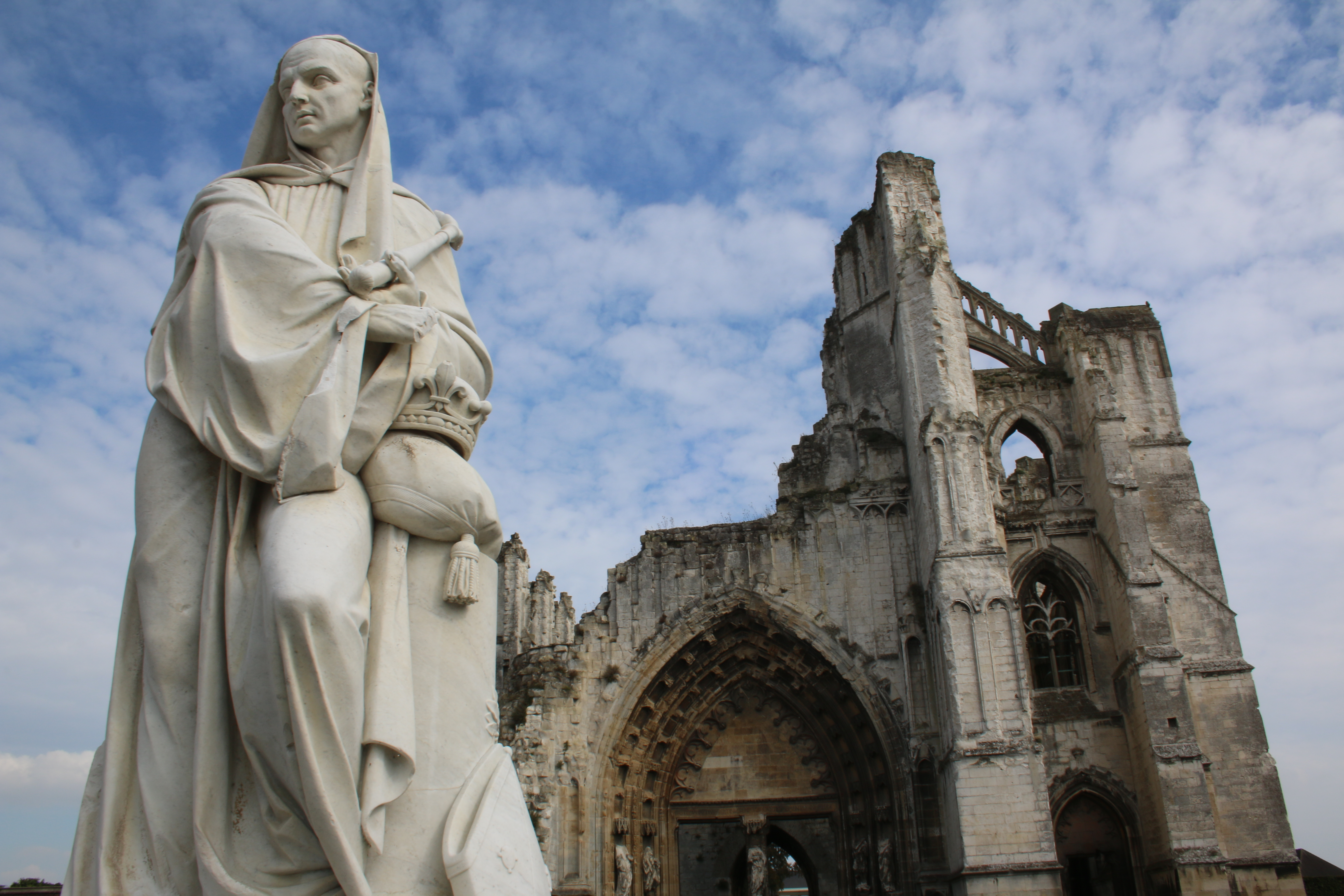
Statue en marbre de Suger par Jean-Baptiste Stouf (1742-1826), à Saint-Omer devant l'abbaye Saint-Bertin. Une légende locale voulant que Suger serait originaire de la ville, la statue faisant partie d'un groupe de statue monumentale répartie dans les villes d'origines des représentés, Suger étant donc attribué à Saint-Omer.

- École secondaire Suger (Vaucresson)
- Suger fait partie de la série de statue des hommes illustres.
- Suger a sa statue sur sa place à Saint-Omer.

#### Publications modernes des œuvres

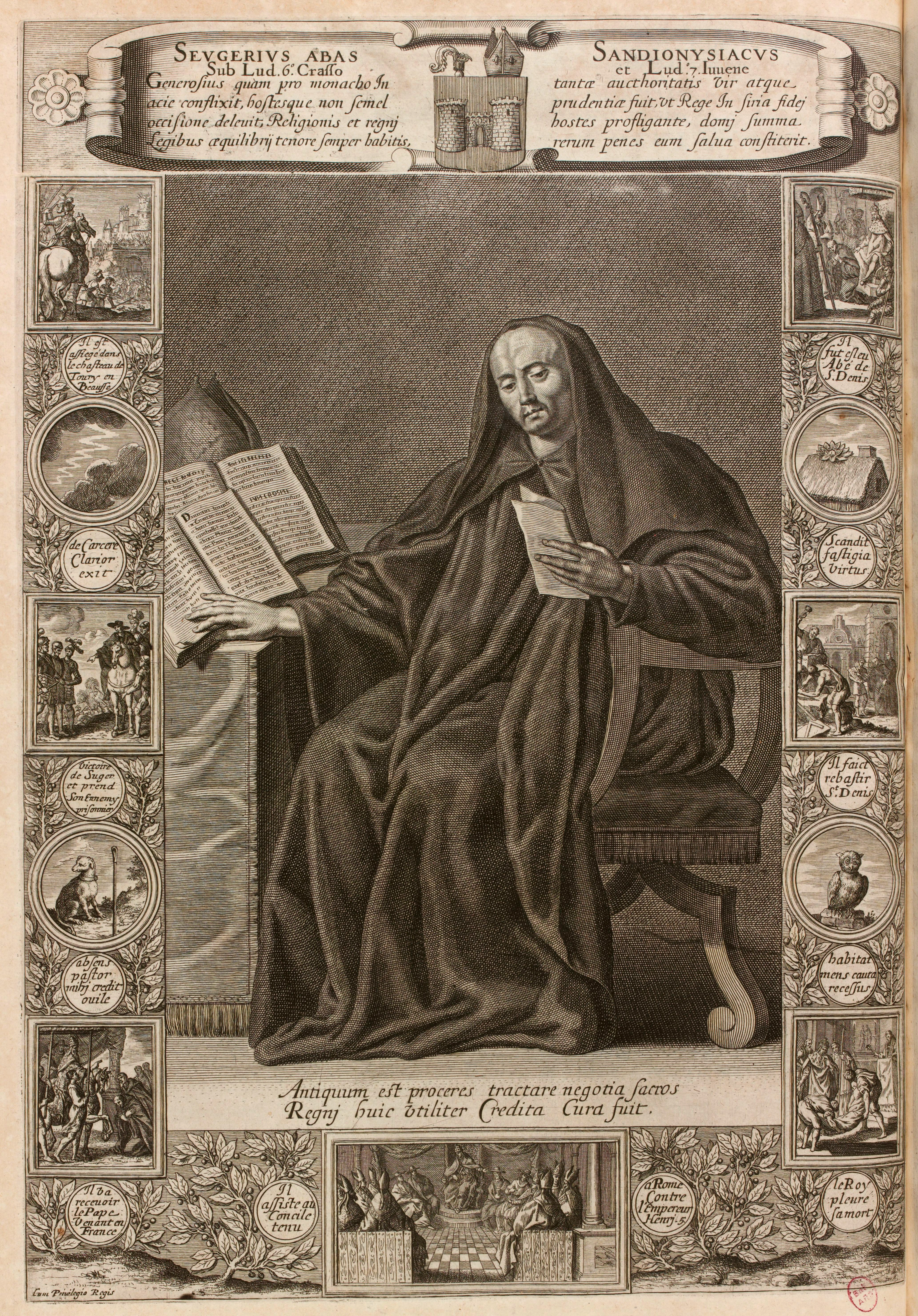
Vue d'artiste de Suger, gravure de 1690.

- (fr) et (la) Albert Lecoy de La Marche (recueil, annotations et publication d'après les manuscrits), Œuvres complètes de Suger, Paris, Éd. Mme Vve Jules Renouard, libraire de la Société de l'histoire de France, 1867, 520 p. (lire en ligne) sur Gallica. [PDF]Commentaires en français et textes en latin.
- (fr) François Guizot (introduction, suppléments, notices et notes), Collection des mémoires relatifs à l'histoire de France : Vie de Louis le Gros par Suger. Vie de Suger par Guillaume. Vie de Louis-le-Jeune-Vie de Charles-Le-Bon par Galbert, Paris, Éd. J.-L.-J. Brière, libraire, 1825 (lire en ligne) sur Gallica. [PDF]
- (fr) Vie de Louis le Gros (trad. du latin par Henri Waquet), Paris, Les Belles Lettres, coll. « Classiques de l'histoire au Moyen Âge », janvier 1964, 332 p. (ISBN 978-2-251-34013-5, présentation en ligne).
- (fr) Œuvres : Écrit sur la consécration de Saint-Denis - L'Œuvre administrative - Histoire de Louis VII (trad. du latin par Françoise Gasparri), t. I, Paris, Les Belles Lettres, coll. « Classiques de l'histoire au Moyen Âge », janvier 2000, 265 p. (ISBN 978-2-251-34048-7, présentation en ligne).
- (fr) Œuvres : Lettres de Suger - Chartes de Suger - Vie de Suger par le moine Guillaume (trad. du latin par Françoise Gasparri), t. II, Paris, Les Belles Lettres, coll. « Classiques de l'histoire au Moyen Âge », avril 2001, 422 p. (ISBN 978-2-251-34052-4, présentation en ligne).

### Bande-dessinée
- Arnaud Delalande, Simona Mogavino et Carlos Gomez, Aliénor la légende noire, tome 1, 2, 3, 4, 5 et 6 dans la collection Reines de sang, aux Éditions Delcourt, 2012, 2013, 2014, 2015, 2016 et 2017.

#### Études
- Erwin Panofsky (trad. Pierre Bourdieu), Architecture Gothique et pensée scolastique - L’abbé Suger de Saint-Denis, Paris, Éditions de Minuit, coll. « Le sens commun », 1967 (ISBN 2-7073-0036-5), p. 7-65.
- Michel Bur, Suger, Abbé de Saint-Denis, Régent de France, Paris, Perrin, 1991 (ISBN ISBN 2-262-00791-8[à vérifier : ISBN invalide])
- Rolf Grosse (dir.), Suger en question : regards croisés sur Saint-Denis, Munich, Oldenbourg Wissenschaftsverlag, coll. « Pariser Studien » (no 68), 1er janvier 2004, 176 p. (ISBN 3-486-56833-7, ISSN 0479-5997, lire en ligne), p. 11
- Françoise Choay (introduction et sélection de l'extrait), « L'abbé Suger (1081-1151) », dans Françoise Choay, Le patrimoine en questions : Anthologie pour un combat, Paris, Éditions du Seuil, coll. « La couleur des idées », octobre 2009 (ISBN 978-2-02-100494-6, présentation en ligne), p. 15-29.
- Françoise Gasparri, Suger de Saint-Denis. Abbé, soldat, homme d’État au XIIe siècle, Paris, Picard, 2015  (ISBN 978-2-7084-0991-0).
- Michel Bur, "Suger et sa contribution à l'économie pratique, à la philosophie de l'art et à la pensée politique de son temps" ; "Suger et l'art de son temps" ; "Suger et la guerre au XIIe siècle", in Michel, BUR, La Champagne médiévale dans son environnement politique, social et religieux (Xe – XIIIe siècles). Recueil d'articles, Paris, AIBL, 2020, 444 p. (présentation sur le site de l'AIBL), p. 253-304.
- François Huguenin, "Suger, le moine politique", dans "Les grandes figures catholiques de la France". Paris, Éditions Périn, coll. "Tempus", 2023  (ISBN 978-2-262-10366-8), p. 65-84.
- Arnaud Montoux, « Suger et Saint-Denis : la beauté de la maison de Dieu comme boussole », Transversalités, vol. 154, no. 3, 2020, pp. 73-108.
- Ursula Bähler, "Gaston Paris et la philologie romane : Avec une réimpression de la "Bibliographie des travaux de Gaston Paris" publiée par Joseph Bédier et Mario Roques (1904)" Paris, Édition DROZ, coll. Publications Romanes et Françaises, 2004, pp. 497-500  (ISBN 9782600008686)
- Dominique Barthélemy, "Chapitre IV. Vers l’hégémonie du roi" dans " Nouvelle Histoire des Capétiens ", Paris, Édition le Seuil, coll. L'Univers historique, 2012, pp. 244-322.
- André Moisan, "Suger de Saint-Denis, Bernard de Clairvaux et la question de l’art sacré" dans "Le beau et le laid au Moyen Âge". Aix-en-Provence, Édition Presses universitaires de Provence, coll. Senefiance | 43, 2000, pp. 383- 399.
- Françoise Gasparri, "Le latin de Suger, abbé de Saint-Denis (1081-1151)" dans Monique Goullet et Michel Parisse (dir.) "Les historiens et le latin médiéval". Paris, Éditions de la Sorbonne, coll. Histoire ancienne et médiévale | 63, 2001, pp. 177-193.  (EAN 979-10-351-0212-8).